# Tweede brief van Paulus aan Timoteüs
De Tweede brief van Paulus aan Timoteüs (vaak kortweg 2 Timoteüs of 2 Timotheüs genoemd) is een boek in het Nieuwe Testament van de christelijke Bijbel. De brief telt vier hoofdstukken en werd geschreven in het Koinè-Grieks. Samen met 1 Timoteüs en de brief van Paulus aan Titus vormt 2 Timoteüs de pastorale brieven.

## Auteurschap
Hoewel 2 Timoteüs en de andere twee pastorale brieven Paulus als afzender vermelden, wordt veelal aangenomen dat de drie brieven in hun huidige vorm niet door Paulus geschreven zijn. De stijl, woordkeuze en onderwerpskeuze verschillen aanzienlijk van die in de andere Paulusbrieven. Het is ook niet duidelijk hoe de brieven in het tijdskader passen dat we uit Handelingen kennen.

## Inhoud
Paulus zit gevangen in Rome en hij verwacht spoedig te sterven. Verschillende medegelovigen hebben hem in de steek gelaten en bij zijn eerste verdediging in het tegen hem aangespannen proces heeft niemand hem geholpen. Paulus spoort Timoteüs (zijn "zoon", dat wil zeggen zijn bekeerling) aan zijn werk in de plaatselijke gemeente voort te zetten en de dwaalleraars te blijven bestrijden. Daarnaast vraagt hij Timoteüs om hem, samen met Marcus (waarmee vermoedelijk Johannes Marcus bedoeld wordt), in Rome te komen bezoeken.
Net als 1 Timoteüs bevat 2 Timoteüs weinig informatie over de dwaalleer die bestreden moet worden. Er zouden in ieder geval valse leraren zijn die beweerden dat "de opstanding al heeft plaatsgevonden".

## Timoteüs
Timoteüs, een medewerker van Paulus die nu de christengemeente in Efeze leidde, is volgens deze brief een derdegeneratie christen. Zijn moeder Eunike en grootmoeder Loïs waren al voor hem tot het christendom bekeerd. Hij is van jongs af aan bekend met de "heilige geschriften" (de Hebreeuwse Bijbel). Later wordt hij een medewerker van Paulus en hij hield hem ook gezelschap op een reis langs verschillende gemeenten in Klein-Azië. Blijkens deze brief en 1 Timoteüs is hij door middel van een handoplegging door oudsten in zijn functie van evangelist of opziener bevestigd, waarbij er ook een profetie over hem is uitgesproken.